# 雄々しき翼
| 専門評論家によるレビュー | 専門評論家によるレビュー |
| レビュー・スコア         | レビュー・スコア         |
| 出典                     | 評価                     |
| ------------------------ | ------------------------ |
| Allmusic                 | [ 1 ]                    |

『雄々しき翼』（Boats Against the Current）は、エリック・カルメンによる1977年のスタジオ・アルバム。

## 概要
タイトルの「Boats Against the Current (流れに逆らう船)」は、F・スコット・フィッツジェラルドによる小説『グレート・ギャツビー』の一節から採られた。ラズベリーズの脱退後、カルメンが発表した2枚目のソロ・アルバムである。Billboard 200での最高位は45位。
アルバムからは、タイトルトラックと「愛をくれたあの娘」の2つのチャート入りしたシングルがリリースされている。「愛をくれたあの娘」はアルバムよりも好順位となり、ビルボードでは23位、キャッシュ・ボックスでは15位、カナダでは11位となった。タイトルトラックは、後にビルボードで88位、キャッシュ・ボックスで92位となった。「マラソン・マン」も3番目のシングルとしてリリースされたが、チャート入りはしなかった。「恋のすべて」は、チャイコフスキーの「交響曲第1番第2楽章」をモチーフにしている。
アルバムのバック・ボーカルにはザ・ビーチ・ボーイズのメンバーや、バートン・カミングス（元ゲス・フー）らを迎え、ギターにはアンドリュー・ゴールド、ドラムにはTOTOのジェフ・ポーカロといった面々もゲスト・ミュージシャンとして参加している。
タイトルトラックは、1978年にオリビア・ニュートン＝ジョンがアルバム『さよならは一度だけ』でカバーしている。

## 収録曲
全曲エリック・カルメンによる作詞・作曲。
1. 雄々しき翼 - "Boats Against the Current" (4:22)
2. マラソン・マン - "Marathon Man" (3:55)
3. つらい別れ - "Nowhere To Hide" (5:05)
4. 恋はかけひき - "Take It or Leave It" (4:00)
5. 恋のすべて - "Love Is All That Matters" (4:17)
6. 愛をくれたあの娘 - "She Did It" (3:48)
7. 自己をみつめて - "I Think I Found Myself" (4:25)
8. ラン・アウェイ - "Runaway" (8:05)

## シングル
| 年   | タイトル         | 全米 ビルボード | 全米 キャッシュ・ボックス | 全米 レコード・ワールド | 全米 AC | カナダ |
| ---- | ---------------- | --------------- | ------------------------- | ----------------------- | ------- | ------ |
| 1977 | 愛をくれたあの娘 | 23              | 15                        | 27                      | 26      | 11     |
| 1977 | 雄々しき翼       | 88              | 95                        |                         |         | --     |

※各チャートの数字は最高位。AC＝アダルト・コンテンポラリー

## パーソネル
- エリック・カルメン - ボーカル、ギター、ピアノ、シンセサイザー、ドラム、パーカッション
- マイケル・ボッディッカー - キーボード
- アンドリュー・ゴールド - ギター、バック・ボーカル
- リチャード・ライジング - ギター、ピアノ
- リッチー・ジト - ギター、ボーカル
- デイヴ・ウィンター - ベース
- ジェフ・ポーカロ - ドラム
- ナイジェル・オルソン - ドラム、バック・ボーカル
- ジーン・エステス - パーカッション
- オリー・E・ブラウン - パーカッション
- トム・スコット - サクソフォーン
- ジム・ホーン - サクソフォーン
- ボビー・キーズ - サクソフォーン
- スティーヴ・マダイオ - トランペット
- ポール・バックマスター - 指揮、ストリングアレンジ
- バートン・カミングス - バック・ボーカル (#2)
- カート・ベッチャー - バック・ボーカル
- ジョー・シャーメイ - バック・ボーカル
- ブルース・ジョンストン - バック・ボーカル
- ブライアン・ウィルソン - バック・ボーカル